# Bisdom Fada N’Gourma

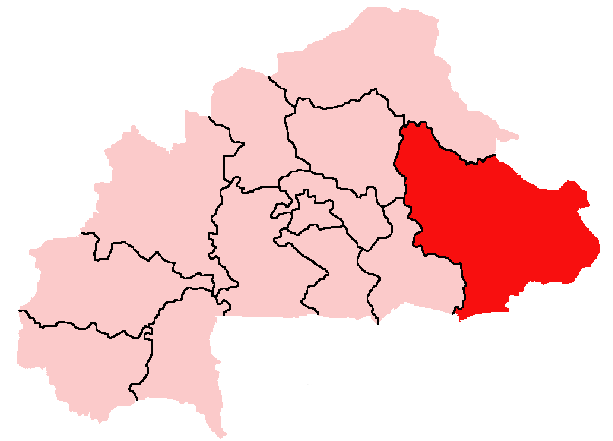
Het bisdom (rood) binnen Burkina Faso

Het bisdom Fada N’Gourma (Latijn: Dioecesis Fada Ngurmaensis) is een rooms-katholiek bisdom met als zetel Fada N’Gourma in Burkina Faso. Het is een suffragaan bisdom van het aartsbisdom Koupéla. Het bisdom werd opgericht in 1964.
In 2021 telde het aartsbisdom 16 parochies. Het bisdom omvat de regio Est en heeft een oppervlakte van 46.256 km². Het is hiermee het grootste bisdom van Burkina Faso. Het bisdom telde in 2021 1.767.000 inwoners waarvan 7,4% rooms-katholiek was.

## Geschiedenis
Al in 1900 kwamen de eerste witte paters aan in Fada N’Gourma in het koninkrijk Gulmu, maar door de vijandelijke ontvangst waren ze het volgend jaar al verplicht deze missiepost te verlaten. In 1936 werd een eerste parochie gesticht in Fada N’Gourma. In 1959 werd de apostolische prefectuur Fada N’Gourma opgericht en in 1964 werd Fada N’Gourma een bisdom. De eerste 50 jaar (tussen 1936 en 1985) werden er maar vier priesters gewijd in het bisdom; de volgende 25 jaar waren dat er 50.
Katholieken en kerkelijke instellingen zijn er regelmatig slachtoffer van aanvallen van islamisten. Zo werd in 2022 het kleinseminarie van Bougui aangevallen.

## Bisschoppen
- Marcel Pierre Marie Chauvin, C.SS.R. (1964-1979)
- Jean-Marie Untaani Compaoré (1979-1995)
- Paul Yemboaro Ouédraogo (1997-2010)
- Pierre Claver Malgo (2012-)

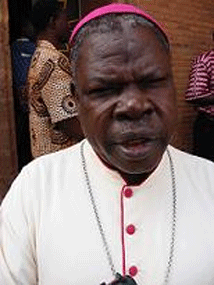
Jean-Marie Untaani Compaoré